# Extreme Euro Open
Extreme Euro Open je střelecký závod IPSC level III. Závod se koná každoročně v červnu na střelnici v Hodonicích u Znojma. Pořadatelem je firma Extreme Gun Group a střelecký klub Extreme Squad.
EEO je rozdělen na předzávod a hlavní závod. Předzávod střílí rozhodčí a zástupci sponzorů.
Hlavní závod probíhá tři dny (čtvrtek, pátek a sobota) a střílí se v dopoledních a odpoledních směnách. V neděli po hlavním závodě se koná závěrečný ceremoniál s vyhlášením výsledků a tzv. Shoot-off, který byl pro zatraktivnění závodu v roce 2015 změněn na Super 6. Je vybráno šest nejlepších střelců a střelkyň v každé divizi, kteří střílejí tři vybrané situace.
Závod je součástí WORLD EXTREME CUP, série závodů IPSC level 3. Závody proběhli v Česku, Rusku, Thajsku, Polsku, Dánsku a USA.
Odnoží těchto závodů je závod EXTREME CHALLENGE, tento typ závodu se koná na Slovensku a v Černé Hoře. 

## Historie
Ředitelem a zakladatelem závodu je Lubor Novák. Šéfem statistiky je každoročně Wieslaw Geno Sioda (Polsko).
První závod se uskutečnil v červnu 2008. Celkově bylo zaregistrováno 590 střelců, kteří odstříleli celkem 30 situací. Druhý závod již s názvem CZ Extreme Euro Open proběhl v roce 2009. Zaregistrovalo se 617 střelců, pro které bylo připraveno 30 situací. V roce 2010 byl třetí ročník závodu, na který se registrovalo 625 střelců. Postaveno bylo 32 situací. Pro první tři ročníky byl rangemaster Barry Bollard (Spojené království). Čtvrtý ročník se uskutečnil až v roce 2012. Registrovalo se 635 střelců, kteří stříleli 32 situací. Pro tento ročník byl rangemaster Zoran Stamenkovic (Srbsko). V roce 2013 se na Extreme Euro Open registrovalo 796 střelců, kteří stříleli na 30 situacích. Od tohoto ročníku je rangemaster Johann Kurz (Německo). Na šestý ročník v roce 2014 se přihlásilo 946 střelců a rozhodčích a stejně jako v dalších letech stříleli na 30 situacích. V roce 2015 bylo přihlášeno 1017 střelců. V pořadí osmý závod byl v červnu 2016. Do něhož se registrovalo 1047 střelců a rozhodčích ze 47 států světa.
Závod v roce 2020 byl z důvodů pandemických opatření zrušen a přesunut na rok 2021.
12. ročník závodu v roce 2021 se uskutečnil za přísných protipandemických opatření. Závodu se i přesto zúčastnilo 482 střelců z 32 států světa a jednalo se o největší sportovní akci v tom roce v České republice.
V roce 2023 závod proběhl již klasickým způsobem a celkem se zúčastnilo 730 střelců ze 40 států světa. V roce 2024 střílelo závod pod názvem 15th CZ EXTREME EURO OPEN 2024 celkem 799 střelců. 

## Vítězové
|      | Open                       | Standard                            | Production                  | Classic                     | Revolver                   | Pistole Caliber Carbine   | Production Optics         | Modified                    |
| 2008 | 1. Grauffel Eric (FRA)     | 1. Damm Olivier (GER)               | 1. Tyc Adam (CZE)           |                             | 1. Jedlička Jiří (CZE)     |                           |                           | 1. Vidanes J. Claudio (USA) |
| 2008 | 2. Kirsch Saul             | 2. Jaime Juan Carlos                | 2. Vyšný Marian             | 2. Walsh Cliff              | 2. Heneš Zdenek            |                           |                           |                             |
| 2008 | 3. Ballesteros Jorge       | 3. Santarcangelo Adriano Ciro       | 3. Hobdell Angus            | 3. Back Sascha              | 3. Cerrato Davide          |                           |                           |                             |
| 2009 | 1. Grauffel Eric (FRA)     | 1. Santarcangelo Adriano Ciro (ITA) | 1. Tyc Adam (CZE)           |                             | 1. Lopez Ricardo (ECU)     |                           |                           | 1. Heneš Zdeněk (CZE)       |
| 2009 | 2. Kirsch Saul             | 2. Midgley Gregory                  | 2. Zapletal Miroslav        | 2. Jedlicka Jiri            | 2. Patria Giorgio          |                           |                           |                             |
| 2009 | 3. Havlíček Miroslav       | 3. Liehne Zdenek                    | 3. Hobdell Angus            | 3. Ladic Tibor              | 3. Cerrato Davide          |                           |                           |                             |
| 2010 | 1. Grauffel Eric (FRA)     | 1. Diaz JC Jaime (ESP)              | 1. Vinduška Václav (CZE)    |                             | 1. Němeček Zdenek (CZE)    |                           |                           | 1. Heneš Zdenek (CZE)       |
| 2010 | 2. Kirsch Saul             | 2. Znamenáček Petr                  | 2. Nagy Ernest              | 2. Jedlička Jiří            | 2. Hořínek Miloš           |                           |                           |                             |
| 2010 | 3. Havlíček Miroslav       | 3. Batki Gyorgy                     | 3. Vyšný Marian             | 3. Kolar Milan              | 3. Helán Vít               |                           |                           |                             |
| 2012 | 1. Obriot Emile (FRA)      | 1. Diaz JC Jaime (ESP)              | 1. Grauffel Eric (FRA)      | 1. Hobdell Angus (USA)      | 1. Němeček Zdenek (CZE)    |                           |                           |                             |
| 2012 | 2. Kirsch Saul             | 2. Znamenáček Petr                  | 2. Eduardo De Cobos         | 2. Marjoniemi Esa           | 2. Gerald Reiter           |                           |                           |                             |
| 2012 | 3. Pijáček Petr            | 3. Batki Gyorgy                     | 3. Momcilovic Ljubisa       | 3. Altuna Denis             | 3. Kolar Milan             |                           |                           |                             |
| 2013 | 1. Ballesteros Jorge (ESP) | 1. Diaz JC Jaime (ESP)              | 1. Grauffel Eric (FRA)      | 1. Buticchi Edoardo (ITA)   | 1. Reiter Gerald (AUT)     |                           |                           |                             |
| 2013 | 2. Obriot Emile            | 2. Panetta Cosimo                   | 2. Šebo Robin               | 2. Iacomini Stefano         | 2. Tranquilli Valter       |                           |                           |                             |
| 2013 | 3. Kirsch Saul             | 3. Santarca ngelo Adriano           | 3. Momcilovic Ljubisa       | 3. Cerrato Davide           | 3. Schneider Markus        |                           |                           |                             |
| 2014 | 1. Ballesteros Jorge (ESP) | 1. Dionisio Jethro (PHI)            | 1. Grauffel Eric (FRA)      | 1. Rivera Edward (PHI)      | 1. Chua Phillipp (PHI)     |                           |                           |                             |
| 2014 | 2. Michel Max              | 2. Miguez Blake                     | 2. Zapletal Miroslav        | 2. Boit Julien              | 2. Reiter Gerald           |                           |                           |                             |
| 2014 | 3. Obriot Emile            | 3. Panetta Cosimo                   | 3. Fedor Marian             | 3. Buticchi Edoardo Roberto | 3. Němeček Zdeněk          |                           |                           |                             |
| 2015 | 1. Kameníček Martin (CZE)  | 1. Grauffel Eric (FRA)              | 1. Momcilovic Ljubisa (SER) | 1. Lejano Jag (PHI)         | 1. Reiter Gerald (AUT)     |                           |                           |                             |
| 2015 | 2. Ballesteros Jorge       | 2. Dionisio Jethro                  | 2. Šebo Robin               | 2. Hobdell Angus            | 2. Němeček Zdenek          |                           |                           |                             |
| 2015 | 3. Obriot Emile            | 3. Znamenáček Petr                  | 3. Stoeger Benjamin         | 3. Julien Boit              | 3. Halvarsson Kalle        |                           |                           |                             |
| 2016 | 1. Ballesteros Jorge (ESP) | 1. Grauffel Eric (FRA)              | 1. De Cobos Eduardo (ESP)   | 1. Midgley Gregory (GER)    | 1. Gerald Reiter (AUT)     |                           |                           |                             |
| 2016 | 2. Obriot Emile            | 2. Liehne Zdeněk                    | 2. Stoeger Benjamin         | 2. Boit Julien              | 2. Halvarsson Kalle        |                           |                           |                             |
| 2016 | 3. Kameníček Martin        | 3. Batki György                     | 3. Šebo Robin               | 3. Stacherl Gerald          | 3. Jedlička Jiří           |                           |                           |                             |
| 2017 | 1. Ballesteros Jorge (ESP) | 1. Grauffel Eric (FRA)              | 1. Momcilovic Ljubisa (SER) | 1. Dionisio Jethro (PHI)    | 1. Reiter Gerald (AUT)     |                           |                           |                             |
| 2017 | 2. Kameníček Martin        | 2. Liehne Zdeněk                    | 2. De Cobos Eduardo         | 2. Midgley Gregory          | 2. Nielsen Henrik F.       |                           |                           |                             |
| 2017 | 3. Havlíček Miroslav       | 3. Znamenáček Petr                  | 3. Torgashov Pavel          | 3. Ragozin Alexey           | 3. Kroiss Robert           |                           |                           |                             |
| 2018 | 1. Ballesteros Jorge (ESP) | 1. Rakušan Josef (CZE)              | 1. Momcilovic Ljubisa (SER) | 1. Lejano Jeufro (PHI)      | 1. Nielsen Henrik F. (DEN) | 1. Grauffel Eric (FRA)    | 1. Kameníček Martin (CZE) |                             |
| 2018 | 2. Havlíček Miroslav       | 2. Liehne Zdeněk                    | 2. Šebo Robin               | 2. Dionisio Jethro          | 2. Lindskog Olle           | 2. Leograndis Max         | 2. Nelson Brian           |                             |
| 2018 | 3. Espilez Ivan            | 3. Quindi Vallerga Gaston           | 3. De Cobos Eduardo         | 3. Marx Jakub               | 3. Grégory Michel          | 3. Vinduška Václav        | 3. Bragagnolo Max         |                             |
| 2019 | 1. Šebo Robin (CZE)        | 1. Liehne Zdeněk (CZE)              | 1. Grauffel Eric (FRA)      | 1. Dionisio Jethro (PHI)    | 1. Reiter Gerald (AUT)     | 1. Leograndis Max (USA)   | 1. Hwansik Kim (USA)      |                             |
| 2019 | 2. Obriot Emile            | 2. Quindi Vallerga Gaston           | 2. Momcilovic Ljubisa       | 2. Marx Jakub               | 2. Ploysutti Siriroj       | 2. Ženčar Pavol           | 2. Latulippe Max          |                             |
| 2019 | 3. Piget Manu              | 3. Reed Casey                       | 3. Lane Mason               | 3. Cernigoj Robert          | 3. Nielsen Henrik F.       | 3. Vinduška Václav        | 3. Nothnagel Nils         |                             |
| 2021 | 1. Grauffel Eric (FRA)     | 1. Rakušan Josef (CZE)              | 1. Štěpán Michal (CZE)      | 1. Szczesny Bartosz (POL)   |                            | 1. Ženčár Pavol (SVK)     | 1. Kameníček Martin (CZE) |                             |
| 2021 | 2. Obriot Emile            | 2. Černigoj Robert                  | 2. Momčilovic Ljubisa       | 2. Marx Jakub               |                            | 2. Leograndis Max         | 2. Nothnagel Nils         |                             |
| 2021 | 3. Šebo Robin              | 3. Liehne Zdeněk                    | 3. Zapletal Miroslav        | 3. Miglecz Gyula            |                            | 3. Bindík František       | 3. Maděránek Radim        |                             |
| 2022 | 1.Ballesteros Jorge (ESP)  | 1.Viray Khalil (PHI)                | 1.Grauffel Eric (FRA)       | 1.Catalan Alfredo Jr. (PHI) |                            | 1.Ženčár Pavol (SVK)      | 1.Kameníček Martin (CZE)  |                             |
| 2022 | 2.Obriot Emile             | 2.Rakušan Josef                     | 2.Štěpán Michal             | 2.Cernigoj Robert           |                            | 2.Fedor Marian            | 2.Gino Edcel John         |                             |
| 2022 | 3.Šebo Robin               | 3.Quindi Vallerga Gaston            | 3.Romitelli German          | 3.Luzuriaga Thomas          |                            | 3.Slavík Daniel           | 3.Maděránek Radim         |                             |
| 2023 | 1.Šebo Robin (CZE)         | 1.Viray Khalil (PHI)                | 1.Grauffel Eric (FRA)       | 1.Cernigoj Robert (SLO)     |                            | 1.Theilinger Martin (AUT) | 1.Gino Edcel John (PHI)   |                             |
| 2023 | 2. Stjernlof Erik          | 2. Liehne Zdeněk                    | 2. Štěpán Michal            | 2. Marx Jakub               |                            | 2. Fedor Marian           | 2. Hrnčiarik Andrej       |                             |
| 2023 | 3. Havlíček Miroslav       | 3. Rakušan Josef                    | 3. Momčilovic Ljubisa       | 3. Lejano Jeufro            |                            | 3. Slavík Daniel          | 3. Keppel Dylan           |                             |
| 2024 | 1.Šebo Robin (CZE)         | 1.Viray Khalil (PHI)                | 1.Štěpán Michal (FRA)       | 1.Cernigoj Robert (SLO)     |                            | 1.Fedor Marian (SVK)      | 1.Grauffel Eric (FRA)     |                             |
| 2024 | 2. Angelov Angel           | 2. Bolzoni Giacomo                  | 2. Romitelli German         | 2. Marx Jakub               |                            | 2. Ženčár Pavol           | 2. Kameníček Martin       |                             |
| 2024 | 3. Havlíček Miroslav       | 3. Liehne Zdeněk                    | 3. Popović Aleksa           | 3. Batki György             |                            | 3. Thaler Martin          | 3. Gino Edcel John        |                             |

## Střelnice
Střelnice Hodonice je situována 12 kilometrů jihovýchodně od Znojma. Střelnici vlastní Klub IPSC Znojmo. Střelnice je více než 550 metrů dlouhá a je jednou z největších venkovních střelnic v Evropě.
Komplex bývalé pískovny byl přestavěn v devadesátých letech na střelnici s 28 boxy. Nachází se zde parkoviště pro více než 100 aut, budova pro statistiku, sanitární zařízení, prostor pro CHRONO a SA.
Střelnice je využívána pro firemní akce, tréninky a výuku střelby. Kromě závodu EEO se zde konají další střelecké akce: Mistrovství ČR v pušce nebo Superliga ČR.